# Hesperomeles
Hesperomeles je ime za biljni rod grmova i drveća iz porodice ružovki (Rosaceae). Pripada mu 11 vrsta sa zapada Južne Amerike, od Venezuele i Kolumbije na sjeveru, preko Ekvadora na jug do Perua i Bolivije.
Tipična je Eriobotrya cordata Lindl., sinonim za Hesperomeles ferruginea. Rod je opisan u Edwards's Botanical Register 23: ad t. 1956. 1837.

## Vrste
1. Hesperomeles cuneata Lindl.
2. Hesperomeles ferruginea (Juss. ex Pers.) Benth.
3. Hesperomeles gayana (Decne.) J.F.Macbr.
4. Hesperomeles goudotiana (Decne.) Killip
5. Hesperomeles incerta (Pittier) Maguire
6. Hesperomeles nitida Killip
7. Hesperomeles obtusifolia (Pers.) Lindl.
8. Hesperomeles pachyphylla (Pittier) Killip
9. Hesperomeles palcensis C.K.Schneid.
10. Hesperomeles resinosopunctata (Pittier) Pittier
11. Hesperomeles weberbaueri C.K.Schneid.

## Sinonimi
Nema.